# HD 10180

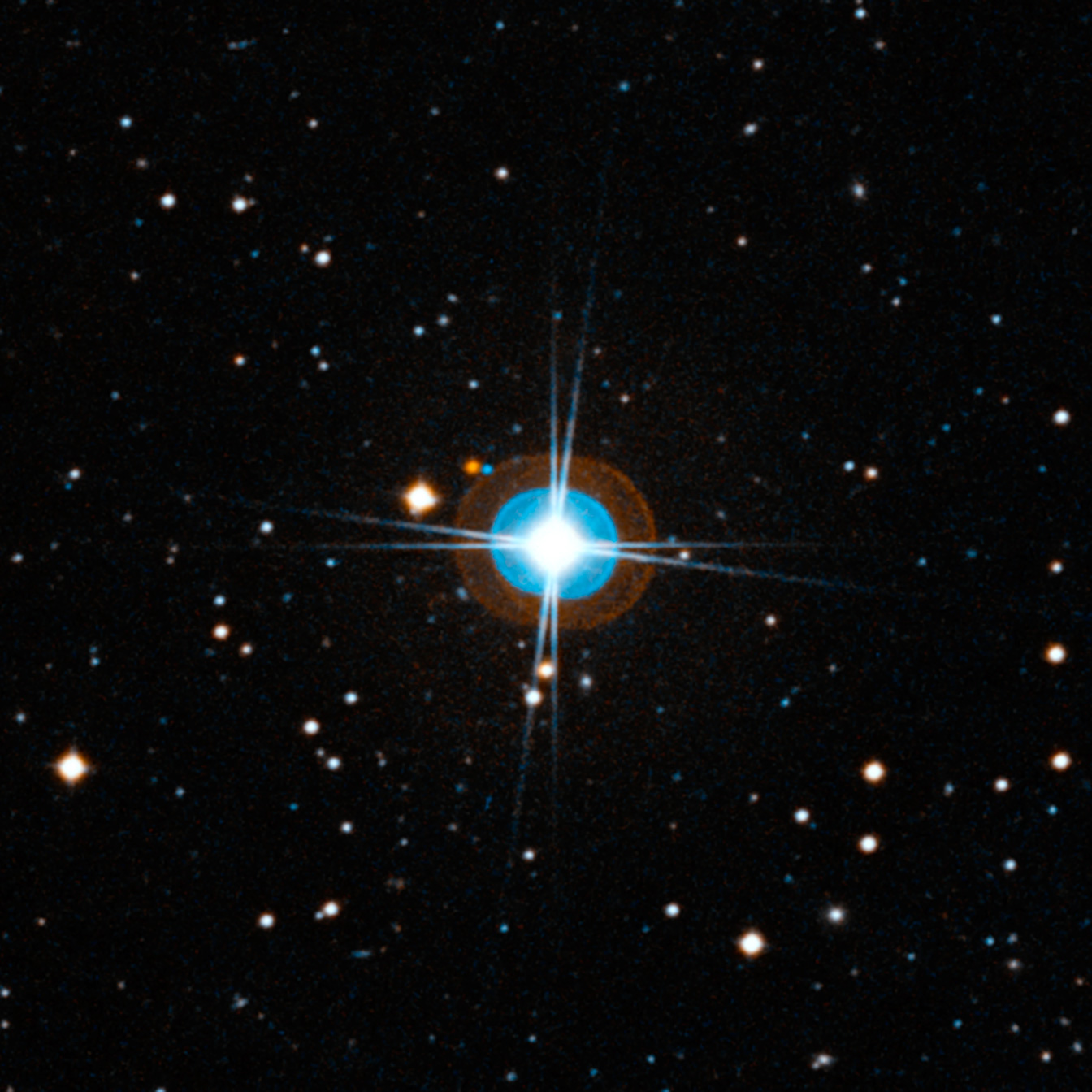
A HD 10180

A HD 10180 egy napszerű csillag. Egy Christophe Lovis vezette kutatócsoport szerint, a Genfi Egyetemről, legalább öt bolygója van, de akár hét is lehet. 127 fényévre található, a Hydrus csillagképben. Tömege és fémessége 6% illetve 20%-kal nagyobb a Napénál.
A csillag öt bolygója mind nagyobb tömegű a Földnél, a tizenkétszeresétől a huszonötszöröséig. Pályáik sugara  0,06, 0,13, 0,27, 0,49 és 1,42 csillagászati egység. Lehetséges, hogy 0,02 CsE-nél van egy Földhöz hasonló méretű (legalább 1,4-szer nehezebb) bolygó. 3,4 CsE távolságra pedig egy Szaturnusz méretű (65-szöröse a Föld tömegének). Ha ezekre bizonyítékot találnak, a HD 10180 lesz a legtöbb exobolygóval rendelkező csillag.
A rendszer eddig ismert 5 Neptunusz-méretű bolygójának sugarai szemléletesen a Merkúr pályájának sugarának hatodától a Mars pályájának sugaráig nyúlnak. Így a feltételezett legbelső bolygó a Merkúr pályája sugarának egytizenhetedére lenne a HD 10180-tól, így, bár Földhöz hasonló méretű, viszont sokkal forróbb lenne. A legkülső bolygó körülbelül a Kisbolygó-öv távolságára lenne.

A bolygók pályáinak modellje

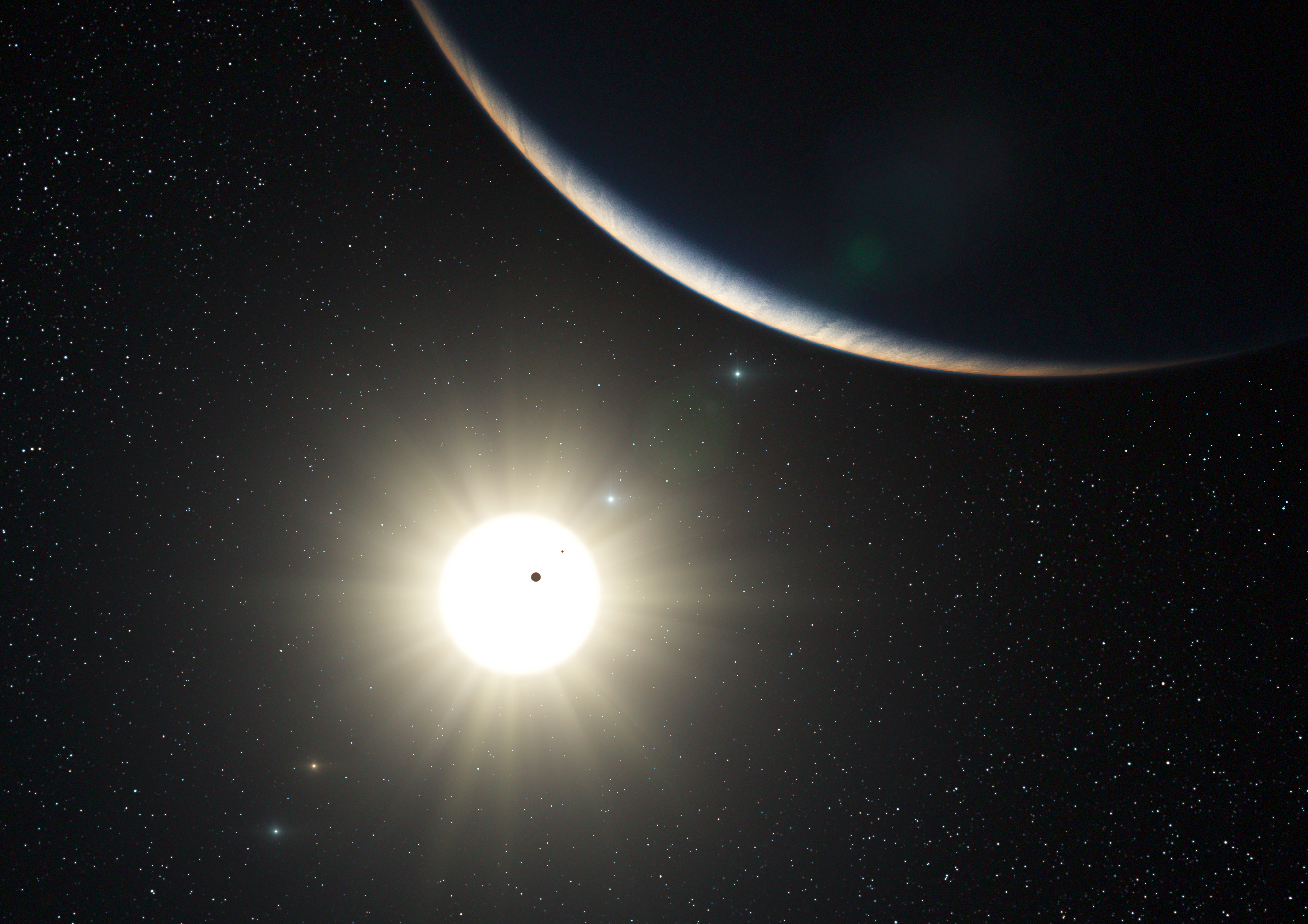
Fantáziarajz a HD 10180 egy bolygójának napfelkeltéjéről